# Dubechne
Dubechne (ucraniano: Дубе́чне; polaco: Dubeczno) es un municipio rural y pueblo de Ucrania perteneciente al raión de Kóvel de la óblast de Volinia.
En 2018 el municipio tenía una población de 5475 habitantes, de los que algo más de dos mil vivían en la capital municipal y el resto repartidos en nueve pedanías. El municipio fue fundado en 2017 mediante la fusión de los consejos rurales de Dubechne y Hlujy, a los que se sumaron el de Krymne en 2019 y el de Liubójyny en 2020. Además de estos cuatro pueblos, pertenecen al municipio otros seis: Zaliutia, Liutka, Mokre, Rokyta, Teklia y Yarévyshche.
Se ubica unos 20 km al suroeste de Ratne, sobre la carretera T0308 que lleva a Liúboml. Al sur del pueblo sale la carretera T0309, que lleva a Stará Výzhivka.

## Historia
Se conoce la existencia del pueblo en documentos desde 1565. La RSS de Ucrania estableció aquí en 1947 la sede de un koljós. Antes de la fundación del actual municipio en 2017, el pueblo era sede de un consejo rural en el raión de Stará Výzhivka, que únicamente incluía como pedanías a Zaliutia, Liutka, Mokre y Rokyta.